# Vini sinotoi
El lori de Sinoto (Vini sinotoi) es una especie  extinta de ave psitaciforme perteneciente a la familia Psittaculidae que habitaba en las islas Marquesas. Este pequeño loro se extinguió hace entre 700 – 1300 años, y fue identificado a partir de restos subfósiles encontrados en las islas. El nombre de la especie conmemora al antropólogo Yosihiko H. Sinoto quien recolectó los restos del holotipo en 1965.